# Stazione di Cesano Maderno (2011)
Stazione di Cesano Maderno vasútállomás Olaszországban, Lombardia régióban, Cesano Maderno településen.

## Vasútvonalak
Az állomást az alábbi vasútvonalak érintik:
- Milánó–Asso-vasútvonal

## Kapcsolódó állomások
A vasútállomáshoz az alábbi állomások vannak a legközelebb:
- Stazione di Cesano Maderno (1879) (Milánó–Asso-vasútvonal)
- Stazione di Seveso (Milánó–Asso-vasútvonal)
- Stazione di Cesano Maderno Groane (Novara-Seregno-vasútvonal)
- Stazione di Cesano Maderno NS (Novara-Seregno-vasútvonal)